# تسویوشی اوگاشیوا
تسویوشی اوگاشیوا (ژاپنی: 小柏 剛؛ زادهٔ ۹ ژوئیهٔ ۱۹۹۸) یک بازیکن فوتبال اهل ژاپن است.
از باشگاه‌هایی که در آن بازی کرده‌است می‌توان به باشگاه فوتبال هوکایدو کونسادول ساپورو اشاره کرد.